# 呼兰弑警案
呼兰弑警案是1987年至1988年期间，在中國黑龍江省哈尔滨市呼兰县（今呼兰区）及其周边地区发生，一系列杀害警察及其家属的案件。至2023年，案件仍未破获。案情未对外公布，凶手是单人作案或多人共同作案，又或不同凶手分别作案，无从得知。其被社会舆论英雄化为呼兰大侠:61。
相关都市傳說中，呼兰大侠是在1986年杀害115人（或说52名公职人员）的“中国第二大悍匪”。

## 案情
由于当地公安机关并未公开案情。依据2022年5月《红星新闻》报道引用《黑龙江公安英烈名典》，2014年施爱东援引案件知情人潘涛的说法和《黑龙江公安英烈名典》:64—65，可知在1987年至1988年间，在哈尔滨市呼兰县、巴彦县、南岗区有五名民警和他们的家属，共计十人死于刺杀、枪杀，一名幼女受伤。另有一名教师幸免。此外《封面新闻》报道提及，潘涛及多位呼兰本地居民认为，除五位民警外，还有一位法院干警遇害。
潘涛的说法，1987年6月6日晚间，凶手杀害呼兰县许堡派出所民警张福贵一家后，取得张福贵配枪。凶手持枪杀害派出所所长（应该是民警朱海拜访局长家）时，有一位教师在现场。凶手开第二枪时卡顿，教师夺下手枪，开枪反击，凶手逃窜:62。转引《博讯新闻网》的说法，此支五四式手枪为10月27日被害民警马福林的配枪:67。2016年《封面新闻》报道引用匿名的呼兰老民警的说法，朱海拜访的“这位局长，是时任副局长董超。朱海生前，与董超身形非常接近，年龄相仿。凶手或误将朱海认作了董超。”

## 被害人
| 数量 | 年份   | 月日     | 相关情况 |
| ---- | ------ | -------- | --- |
| 5    | 1987年 | 6月6日   | 呼兰县许堡派出所民警张福贵和妻子孟繁杰，生有长女、次女、三子。6日晚间，在家中睡觉时，被斧子或刀子刺杀，4人遇害。八九岁的次女，受重伤后求救于临近的姥姥家:69。潘涛的说法，次女后来受到组织照顾，成年后在呼兰分局工作:64。 |
| 6    | 1987年 | 10月12日 | 巴彦县万发派出所所长贺瑞忱遇害。 |
| 9    | 1987年 | 10月27日 | 呼兰县公安局民警马福林和家属于夜间在家中遇害，共3人被刀砍死。潘涛的说法，遇害家属是马福林的妻子和儿子。隔壁房间的女儿和女婿幸免于难:67。                                                                                 |
| 10   | 1987年 | 12月27日 | 呼兰县建国派出所民警朱海（时年33岁）去局长家汇报工作，在局长家门口，被五四式手枪枪击两枪后，身亡。 |
| 11   | 1988年 | 9月2日   | 哈尔滨市南岗区公安分局治安科民警王余馥遇害。 |
| 12   | 不详   | 不详     | 一名法院干警遇害。 |

## 呼兰大侠
“呼兰大侠”最早见于天涯论坛，原文声称在1986年的某天深夜，哈尔滨市呼兰县的52人被人用刀杀害。
2016年11月4日下午，哈尔滨市公安局呼兰分局许堡派出所所长卢建忠接受《封面新闻》记者电话采访时，说“30年前，呼兰发生弑警时，我还没当警察，但这个案子我是知道的。”并表示，呼兰警方在三十年间，从未放弃过案件侦查。“每位新局长上任，均会关注。”一位呼兰籍老民警则说“我觉得，这些案子应该破不了了，因为证据、线索太少了。”而自“1988年9月以后，黑龙江发生的弑警案，均得以告破。唯独这几起破不了。这也说明，凶手自那以后，再没出现过。”
2022年5月14日，一位网友在微博发文称，南京大学碎尸案告破。21日再度发文称，哈尔滨市公安局呼兰分局逮捕呼兰弑警案真凶。30日，南京市公安局刑事警察支队（刑事侦查局、有组织犯罪侦查支队）接受媒体采访否认南京大学碎尸案告破，称该案仍在调查中。31日，哈尔滨市呼兰区警方人士告诉红星新闻记者。该网友说法纯属谣言，“发帖者之前还造谣过南京刁爱青碎尸案，昨天已被微博官方禁言，他自己也删除了微博。”同时表示“网上传的都是谣言，属于以讹传讹。”目前不方便透露具体案情，案件始终在侦办中，“几代人都没有放弃。”

## 备注
1. 1 2 3  2022年5月31日、新浪网转载《红星新闻》报道中，相关内容转引自《黑龙江公安英烈名典》[2]。
2. 1 2 3 4  施爱东原文提及潘涛的身份是案件期间，在呼兰武警中队服役的战士[1]:62。
3. ↑  施爱东文章相关内容，转引自《黑龙江公安英烈名典》[1]:67。
4. ↑  施爱东文章相关内容，转引自《黑龙江公安英烈名典》[1]:65。